# Roma in der Türkei
Die Roma in der Türkei besitzen die türkische Staatsbürgerschaft und sprechen Türkisch als Muttersprache. Nur noch wenige können das rumelische Romani oder den Sepetcides (Korbflechter) Dialekt reden. Die Roma lebten schon während des Osmanischen Reiches im Gebiet der Türkei. Die muslimischen Roma werden Xoraxane-Roma genannt, offiziell seit 1996 als Romanlar (Roma) in der Türkei, von Nicht-Roma werden sie auch abfällig als Çingene („Zigeuner“) bezeichnet, sie sind überwiegend sunnitische Muslime nach hanafitischer Rechtschule, jedoch gehören einige dem Sufismus an, wie z. B. dem Qādirīya-Orden in Üsküdar. Jedoch gibt es auch etliche Romanlar selbst die das Wort Çingene als Bezeichnung für sich selbst bevorzugen und das Wort Roma als Künstlich betrachten, so die Aussage des Oberhauptes der Musikanten-gruppe aus Edirne, oder auch eine Seite der Romanlar, die sich Çingeneler nennen mit Stolz. Muslimische Roma wurden während des Bevölkerungsaustausches zwischen Griechenland und der Türkei aus Griechenland ausgewiesen z. die Gruppe der Sepečides (Korbflechter) sowie der Tabakarbeiter, die vor allem eine Rolle in der Türkiye Komünist Partisi (1920) spielten. Ostthrakien, die Ägäisregion (Türkei), Mittelmeerregion (Türkei) und die Marmararegion sind die Hauptsiedlungsgebiete der Türkischen Roma. Den Rom ähnlich sind die Domari sprechenden Dom in Ostanatolien sowie den Lomavren sprechenden Lom (Poşa) in der Schwarzmeerregion (Türkei).

## Gesellschaft und Kultur
Der Istanbuler Stadtteil Sulukule gilt als das älteste Romaviertel im Osmanischen Reich, datiert auf 1054. In Edirne wird jedes Jahr am 5./6. Mai das Kakava-Fest der Roma abgehalten.
Die Romanlar unterteilen sich in verschiedene Gruppen und Subgruppen, benannt nach Sesshafte (Yerli) und Halbnomadische (Çerge) oder ihren alten Berufsausübungen, z. B. Sepetçi/Sepečides (Korbflechter),, Ayjides (Bärenführer). In Kırklareli, distanzieren sich die alteingesessenen Yerli-Roma von den Halbnomadischen Çerge. Die Yerli sprechen nur Türkisch, während die Çerge, Türkisch und Romanes sprechen. Obwohl beide Gruppen in derselben Mahalla (Stadtviertel) leben, betrachten sich die Yerli höhergestellt als die Çerge. Vor allem kamen die Roma am Anfang des 20. Jahrhunderts aus Griechenland, Bulgarien, Rumänien und Ex-Jugoslawien in die Türkei. Das durchschnittliche Heiratsalter für Mädchen liegt zwischen 13 und 17 Jahren, während es für Jungen zwischen 15 und 19 Jahren liegt, auch Verwandtenehen und Polygamie unter Türkischen Roma sind weit verbreitet, Männer mit 7 oder 11 Ehefrauen sind keine Seltenheit.
Romastämmige Türken kamen auch als Gastarbeiter nach Westeuropa, sie werden als Türkeistämmige in Deutschland wahrgenommen, mit anderen Roma Gruppen haben sie keine Gemeinsamkeiten.
Romamusikanten sind für ihre Musik in der Türkei bekannt. Ihre Roman Havası genannte Tanzmusik in einem asymmetrischen 9/8-Takt wird bei Hochzeiten, Beschneidungsfeiern, Verlobungen etc. gespielt.
Junge männliche Roma versuchen, durch den in der Türkei populären Öl-Ringkampf sozialen Aufstieg zu erlangen.

## Osmanisches Reich
Der osmanische Gelehrte Evliya Çelebi berichtet in seinem Seyahatnâme-Reisebuch über die rumelische Romanes-Sprache der Roma aus Gümülcine. Des Weiteren berichtet er, dass Mehmed II. nach der Eroberung von Konstantinopel (1453), muslimische Roma aus Balat (Aydin) und Gümülcine in Istanbul ansiedelte, sie wurden die Ahnen der Roma-Musikanten in Istanbul. Muslimische Roma wurden bevorzugt im Balkan im Osmanischen Reich angesiedelt, sie spielten in Mehterhâne-Musikkappellen und dienten in der Osmanische Armee. Evliya berichtet auch über reiche Roma, die in Istanbul Pferdehandel betrieben. Um 1530 wurde extra ein Sandschak für muslimische Roma in der Kırklareli (Provinz) durch Sultan Süleyman I. eingerichtet. Aus Osmanischen Archiven geht hervor, das Türkischsprechende Nomaden aus Anatolien in den Balkan angesiedelt wurden, einige wanderten auch auf die Krim. Diese aus 4 Clans bestehende Gruppe wurde von der Landesbevölkerung als Roma betrachtet, die Osmanen nannten sie Türkmen Kıpti und unterschieden sie von anderen Roma Gruppen auf dem Balkan.